# 네트워크매니저
네트워크매니저(NetworkManager)는 libudev 및 기타 리눅스 커널 인터페이스 위에 얹혀서 동작하는 데몬이며, 네트워크 인터페이스 구성의 고급 인터페이스를 제공한다.
네트워크매니저는 컴퓨터 네트워크의 사용을 단순하게 만드는 것을 목적으로 하는 소프트웨어 유틸리티이다. 네트워크매니저는 리눅스 커널 기반 및 기타 유닉스 계열 운영 체제에서 사용할 수 있다.

## 같이 보기
- OpenWrt